# Štěnovice (zámek)
Štěnovice jsou zámek ve stejnojmenné vesnici v okrese Plzeň-jih. Postaven byl v barokním slohu okolo roku 1723 Marií Rozinou ze Schirndingu na levém břehu Úhlavy v tehdy obnovených Štěnovičkách. V současné době je zámeček v soukromém vlastnictví. Je chráněn jako kulturní památka České republiky.

## Historie
Nejstarším panským sídlem ve Štěnovicích byla od čtrnáctého století stará tvrz, která stávala na ostrožně nad soutokem Úhlavy a Losinského potoka na místě raně středověkého hradiště. Někdy v průběhu první poloviny šestnáctého století ji nahradila renesanční tvrz, která nejspíše stála v místech hospodářského dvora, ale jeho polohu neznáme.
Za zakladatelku zámku se tradičně považuje Anna Dorota ze Schirndingu, která jej podle data na portálu nechala založit roku 1723. Podle nápisu, který je součástí portálu, však zakladatelkou byla Marie Rozina ze Schirndingu, rozená Vinklerová z Heimfeldu, která vesnici zdědila nejspíše po Anně Dorotě ze Schirndingu. Podle typu vstupního portálu zámeckou stavbu navrhl Jakub Auguston mladší. Marii Rozině panství zůstalo asi do roku 1738 a po ní se novou majitelkou stala hraběnka Terezie Pöttingová, rozená Michnová.
Majitelem připomínaným roku 1788 byl hrabě Karel Michna z Vacínova. K panství tehdy kromě samotných Štěnovic patřily Čižice a Štěnovický Borek. Od Karla Michny statek koupil Matyáš Leština, který zemřel roku 1809, a majetek po něm zdědil syn Karel Leština. Ten Štěnovice v roce 1834 prodal svobodnému pánovi Vojtěchu Mladotovi ze Solopisk. V roce 1840 se majitelem stal Ferdinand z Weissenbachu, ale o dva roky později zemřel, a majetek připadl vdově hraběnce Antonii Weissenbachové, rozené z Trauttmansdorfu, které zůstal do roku 1851, kdy jej od ní koupil svobodný pán Antonín Starck. Po Starckovi zámek zdědil doktor práv Ludvík Fritsch.
Od roku 1899 se majitelem statku stal Šebestián Klička, kterého v roce 1913 vystřídal Antonín Veltrubský z Veltrub a v roce 1915 Josef Vykoukal, jehož synové Jaroslav a Karel na statku společně hospodařili až do roku 1945. Od roku 1946 byl jediným majitelem Karel Vykoukal. V roce 1948 se zámek stal sídlem místního národního výboru. Sídlem samosprávy zámek zůstal až do roku 1991, kdy jej obecní úřad předal synovi posledního majitele, Jaroslavu Vykoukalovi.

## Stavební podoba
Zámek je obdélníková jednopatrová stavba se zaoblenými rohy (sedm a čtyři okenní osy), na delší straně při řece je hranolová věž s hodinami. Přízemí je zaklenuté valenými klenbami s lunetami, v předsíni zrušené kaple je freska od F. J. Luxe. V parku u levé stěny zámku se dochovaly tři barokní sochy světců, svatého Floriána, svatého Josefa a svatého Iva z let 1723–1725. Na podstavcích soch je alianční znak Schirndingerů ze Schirndingu a Winklerů z Heinfeldu spolu s letopočtem 1723.